# Ladies and Gentlemen, The Fabulous Stains
Pour les articles homonymes, voir Ladies and Gentlemen.
Pour plus de détails, voir Fiche technique et Distribution.
Ladies and Gentlemen, The Fabulous Stains est un film américain réalisé par Lou Adler sorti en octobre 1981.
Il met en scène trois adolescentes fondatrices d'un groupe de punk.

## Acteurs
- Diane Lane
- Laura Dern
- Marin Kanter
- Ray Winstone
- Steve Jones
- Paul Cook
- Paul Simonon
- Fee Waybill
- Barry Ford
- Black Randy
- Elizabeth Daily
- Brent Spiner